# Leptogorgia cardinalis
Leptogorgia cardinalis is een zachte koraalsoort uit de familie Gorgoniidae. De koraalsoort komt uit het geslacht Leptogorgia. Leptogorgia cardinalis werd in 1961 voor het eerst wetenschappelijk beschreven door Bayer. 